# Malaysias damlandslag i volleyboll
Malaysias damlandslag i volleyboll  representerar Malaysia i volleyboll på damsidan. Landslaget har bara deltagit i internationella tävlingar vid ett fåtal tillfällen. De har deltagit vid asiatiska mästerskapen 1987 (där de kom nia), i AVC Cup 2008 (där de kom åtta) och AVC Challenge Cup 2022 (där de kom trea).

### Fotnoter
1. ↑  ”Asian senior women volleyball championship” (på engelska). Asian Volleyball Confederation. https://asianvolleyball.net/new/asian-senoir-women-volleyball-championship/. Läst 11 februari 2023.
2. ↑  ”Volleyball results, XXI SEA Games, 2001” (på engelska). 24 november 2001. https://web.archive.org/web/20011124222317/http://sadec.com/Sea2001/res_vb.html. Läst 28 maj 2023.
3. ↑  ”AVC Cup for women” (på engelska). Asian Volleyball Confederation. https://asianvolleyball.net/new/avc-cup-for-women/. Läst 12 februari 2023.
4. ↑  ”Bulletin NO. 10 21 May 2022” (på engelska). Asian Volleyball Confederation. https://asianvolleyball.net/new/wp-content/uploads/2022/05/SEAGAMES_BulletinNO10.pdf. Läst 29 februari 2024.
5. ↑  ”AVC Women's Volleyball Challenge Cup 2022 Thailand - Results, fixtures, tables and stats - Global Sports Archive” (på engelska). https://globalsportsarchive.com/competition/volleyball/avc-womens-volleyball-challenge-cup-2022-thailand/final-round/68062/. Läst 18 januari 2025.
6. ↑  ”iGames - Cambodia 2023” (på engelska). Sydostasiatiska spelen 2023. https://games.cambodia2023.com/#gameresult. Läst 28 maj 2023.
7. ↑  Preechachan (15 maj 2023). ”EMBATTLED THAILAND PUT IT PAST DETERMINED VIETNAM IN THRILLING SHOWDOWN TO RETAIN THEIR SEA GAMES TITLE” (på engelska). Asian Volleyball Confederation. https://asianvolleyball.net/new/embattled-thailand-put-it-past-determined-vietnam-in-thrilling-showdown-to-retain-their-sea-games-title/. Läst 28 februari 2024.
8. ↑  Senaste tillfället då någon kontrollerade att de inmatade tabelluppgifterna stämmer. Uppgifter kan ha matats in senare utan att kontrolleras av någon annan